# Alberta (Wirginia)
Alberta – miasto w Stanach Zjednoczonych, w stanie Wirginia, w hrabstwie Brunswick.